# Laodice di Macedonia
Laodice (in greco antico: Λαοδίκη?, Laodíke; fl. IV secolo a.C.) è stata una nobildonna macedone antica.

## Biografia
Laodice era sposata con il generale Antioco, dal quale ebbe un figlio, Seleuco (il fondatore dell'impero seleucide). Una leggenda narra che in realtà Laodice avesse avuto Seleuco dal dio Apollo, che le era apparso in sogno. In suo onore, Seleuco fondò cinque città chiamate Laodicea e molte donne della dinastia seleucide portarono il suo nome.